# Veronicastrum formosanum
Veronicastrum formosanum là một loài thực vật có hoa trong họ Mã đề. Loài này được (Masam.) T. Yamaz. miêu tả khoa học đầu tiên năm 1957.